# 喜貝金球魨
喜貝金球魨為輻鰭魚綱魨形目四齒魨亞目四齒魨科的其中一種，為熱帶淡水魚，分布於亞洲印尼淡水水域，體長可達6.2公分，棲息在底層水域，生活習性不明。

## 扩展阅读
維基物種上的相關：喜貝金球魨